# Emad Mohammed
Emad Mohammed Ridha (árabe: عماد محمد), mais conhecido como Emad Mohammed (Carbala, 24 de julho  1979) é um treinador e ex-futebolista iraquiano que atuava como Atacante. 

## Carreira
Emad Mohammed integrou o elenco da Seleção Iraquiana de Futebol, nas Olimpíadas de 2004. 